# Розин, Эльхон Львович
Эльхон Львович Розин (1 июня 1923, Царицын — 1994, Братислава) — советский и российский учёный-правовед, доктор юридических наук, профессор, заведующий кафедрой теории государства и права ВЮЗИ, специалист по теории государства и права. Участник Великой Отечественной войны.

## Биография
Эльхон Львович Розин родился 1 июня 1923 года в городе Царицын (ныне Волгоград).
В 1941 году призван на фронт. Службу проходил в артиллерийских частях. Участвовал в обороне Кавказа, освобождении Праги. Службу закончил 11 июля 1946 года в звании гвардии старшего лейтенанта 117 гвардейского артиллерийского полка 118 стрелковой дивизии.
Преподавательский и научный путь начал в Бакинском филиале ВЮЗИ, где на 1947 год преподавал римское право. Затем, после перевода в Москву, прошел путь от ассистента до профессора кафедры теории государства и права ВЮЗИ.
В 1950 году защитил диссертацию на соискание учёной степени кандидата юридических наук на тему «Советская власть как государственная форма диктатуры рабочего класса».
В 1972 году в Харьковском юридическом институте защитил диссертацию на соискание учёной степени доктора юридических наук на тему «Формирование марксистского учения о государстве и праве».
С 1979 по 1987 годы — заведующий кафедрой теории государства и права ВЮЗИ, а с 1987 по 1991 годы — профессор той же кафедры.
В 1991 году эмигрировал в Чехословакию. Скончался в 1994 году в городе Братислава.

## Научная деятельность
В сферу научных интересов Э. Л. Розина входило изучение проблем марксистско-ленинской теории государства и права.
После 1987 года профессором Розиным была радикально переосмыслена ленинско-большевистская теория государства и права, что отразилось в его работах, опубликованных в основном в эмиграции либо уже после его смерти.
За годы работы им было опубликовано более 200 научных работ, среди которых монографии, лекции, учебники и учебные пособия. Активно публиковался в таких ведущих научных журналах, как «Правоведение», «Советское государство и право», «Социалистическая законность» и других.

## Основные публикации

### Монографии, учебные пособия
- Розин Э. Л. Рабовладельческое государство и право. Лекция. — М.: Издательство ВЮЗИ, 1956. — 36 с.
- Розин Э. Л. Формы социалистического государства. Лекция / под ред. К. А. Мокичева. — М., 1961. — 64 с.
- Коллектив авторов. История политических учений. Учебник. Часть 1 / под ред. К. А. Мокичева. — М.: Высшая школа, 1965. — 470 с.
- Розин Э. Л. Возникновение марксистского учения о государстве и праве. — М.: Высшая школа, 1967. — 114 с.
- Розин Э. Л. Карл Маркс о государстве и праве. — М.: Общество «Знание», 1968. — 40 с.
- Коллектив авторов. История политических учений. Учебник. Часть 2 / под ред. К. А. Мокичева. — М.: Высшая школа, 1972. — 375 с.
- Коллектив авторов. Теория государства и права. Учебник / под ред. А. М. Васильева. — М.: Юридическая литература, 1977. — 472 с.
- Золотухина Н. М., Розин Э. Л. Источники по истории политических и правовых учений. Учебное пособие / под ред. Э. Л. Розина. — М., 1981. — 86 с.
- Грацианский П. С., Зорькин В. Д., Мамут Л. С., Нерсесянц В. С., Розин Э. Л. История политических и правовых учений. Учебник / под ред. В. С. Нерсесянца. — М.: Юридическая литература, 1983. — 720 с.

### Работы, изданные в эмиграции и после смерти
- Розин Э. Л. Священное писание большевизма: (О работе В. И. Ленина «Государство и революция»). — Братислава: Природа, 1994. — 176 с. — ISBN 80-07-00634-6.
- Розин Э. Л. Ленин — организатор государственного террора. — Братислава: Природа, 1994. — 339 с. — ISBN 80-07-00695-8.
- Розин Э. Л. Ленинская мифология государства. — М.: Юристъ, 1996. — 318 с. — ISBN 5-7357-0038-3.

### Статьи
- Розин Э. Л. Великий политический мыслитель (к 200-летию со дня смерти Ж.-Ж. Руссо) // Правоведение : научный журнал. — 1978. — № 6. — С. 71—80.
- Розин Э. Л. К вопросу о формировании государственно-правовых взглядов К. Маркса // Правоведение : научный журнал. — 1969. — № 6. — С. 88—100.
- Розин Э. Л. Карл Маркс — основоположник подлинной науки о государстве и праве // Правоведение : научный журнал. — 1983. — № 3. — С. 3—13.
- Розин Э. Л. Маркс и создание диалектико-материалистической теории государства и права // Советское государство и право : научный журнал. — 1968. — № 2. — С. 12—22.
- Розин Э. Л. О новых публикациях произведений Маркса и Энгельса (Вопросы государства и права) // Советское государство и право : научный журнал. — 1974. — № 1. — С. 116—122.
- Розин Э. Л. Проблемы права в «немецкой идеологии» // Правоведение : научный журнал. — 1976. — № 5. — С. 7—16.
- Розин Э. Л. Формирование государственно-правовых взглядов Энгельса // Советское государство и право : научный журнал. — 1970. — № 11. — С. 27—37.
- Инцкирвели Г. З., Розин Э. Л. Ф. Энгельс и проблемы государства (к 100-летию труда «Происхождение семьи, частной собственности и государства») // Правоведение : научный журнал. — 1984. — № 6. — С. 11—19.
- Розин Э. Л. Вопросы государства и права в документах XXVI съезда КПСС // Социалистическая законность : научный журнал. — 1981. — № 6. — С. 18—21.
- Розин Э. Л. Ленинские идеи об управлении и перестройка. (К 70-летию опубликования работы В. И. Ленина «Очередные задачи Советской власти») // Социалистическая законность : научный журнал. — 1988. — № 8. — С. 4—5.
- Розин Э. Л. Маркс о государстве и праве // Социалистическая законность : научный журнал. — 1983. — № 5. — С. 3—6.

## Награды
- Орден Отечественной войны I степени (1945)
- Орден Отечественной войны I степени (1985)
- Медаль «За победу над Германией в Великой Отечественной войне 1941—1945 гг.» (1945)
- Медаль «За оборону Кавказа»
- Медаль «За освобождение Праги»

### Биография
- Розин Эльхон Львович (некролог) // Законность : научный журнал. — 1994. — № 11. — С. 63.
- Чупрова Н. А. Эльхон Львович Розин // Научное наследие кафедры теории государства и права ВЮЗИ — МЮИ — МГЮА : сборник научных трудов. — М.: Проспект, 2017. — ISBN 978-5-392-24171-2.
- Хачатуров Р. Л. Розин Эльхон Львович // Юридическая энциклопедия / ред. В. А. Якушин. — Тольятти: Издательство Волжского университета им. В. Н. Татищева. — Т. 11: Р-С.
- Розин Эльхон Львович // Правовая наука и юридическая идеология России : энциклопедический словарь биографий / под ред. В. М. Сырых. — М.: РГУП, 2015. — Т. 4. — 942 с.

### Критика
- Сырых В. М. А судьи кто и как они обрабатывают В. И. Ленина под конъюнктуру сегодняшнего дня?.
- Байтин М. И. Розин Э. Л. Возникновение марксистского учения о государстве и праве. — М.: Высш. шк., 1967. — 115 с. (Рецензия) // Правоведение : научный журнал. — 1968. — № 6. — С. 133—136.
- Мамут Л. С. Розин Э. Л. Возникновение марксистского учения о государстве и праве. — М.: Высш. шк., 1967. — 115 с. (Рецензия) // Советское государство и право : научный журнал. — 1968. — № 6. — С. 148—149.
- Нерсесянц В. С. Розин Э. Л. Возникновение марксистского учения о государстве и праве. — М.: Высш. шк., 1967. — 115 с. (Рецензия) // Социалистическая законность : научный журнал. — 1968. — № 5. — С. 92—93.